# Rutoši
Rutoši (en serbe cyrillique : Рутоши) est un village de Serbie situé dans la municipalité de Nova Varoš, district de Zlatibor. Au recensement de 2011, il comptait 668 habitants.

## Démographie

### Évolution historique de la population
| 1948  | 1953  | 1961  | 1971  | 1981  | 1991  | 2002 | 2011 |
| ----- | ----- | ----- | ----- | ----- | ----- | ---- | ---- |
| 1 473 | 1 572 | 1 814 | 1 494 | 1 305 | 1 074 | 887  | 668  |

|  |